# Ultimate Marvel

Logo van Marvel

Ultimate Marvel is een serie stripboeken gepubliceerd door Marvel Comics. De stripboeken bevatten de populairste superhelden en superschurken uit de Marvel-strips, maar met een nieuwe oorsprong en soms zelfs een nieuw uiterlijk. Tevens beginnen de verhalen van deze personages in de Ultimate-reeks weer van voor af aan. 
De reeks werd bedacht om een nieuw publiek aan te kunnen spreken. In de standaard Marvel strips wordt nog vaak teruggegrepen op gebeurtenissen uit strips van jaren terug, welke bij hedendaagse lezers niet altijd even bekend zijn. De Ultimate Marvel-strips doen dat niet, maar vertellen alle verhalen weer vanaf het begin.

## Enkele voorbeelden
Enkele bekende Marvel stripfiguren die in de Ultimate Marvel strips zijn opgenomen zijn Spider-Man, Wolverine, the Hulk, Daredevil, Captain America, Fantastic Four, Dr. Doom, Avengers en X-Men.

## Overzicht
De stripserie begon in 2000 met Ultimate Spider-Man, gevolgd door Ultimate X-Men. Voordat de strips uitkwamen was de werktitel nog “ground zero”, refererend aan het feit dat met deze serie een nieuwe start werd gemaakt. 
De verhalen en karakters in Ultimate Marvel zijn aangepast naar de moderne tijd. Zo wordt in Ultimate Spider-Man Peter Parker gebeten door een genetisch gemanipuleerde spin in plaats van een radioactieve, en in plaats van een journalist is hij de webmaster van de Daily Buggle. Nog een voorbeeld is Nightcrawler die in de reguliere strips als gevolg van zijn mutatie blauw en harig is, in Ultimate Marvel is dit de schuld van Weapon X. Ook zijn de karakters in de Ultimate Marvel strips vaak jonger dan hun tegenhangers uit de standaard Marvel strips. 
In de Ultimate strips is ook afstand gedaan van het enorme universum vol magie, alternatieve dimensies en parallelle werelden uit de standaard Marvel strips. Hoewel deze elementen in zekere mate nog steeds worden gebruikt, hebben veel Marvel karakters met een magische of bovennatuurlijke oorsprong nu een meer plausibele (naar stripboek standaarden) oorsprong. Ook maakt Ultimate Marvel maar zelden gebruik van de zogenaamde “stripboek dood”, het verschijnsel dat in een stripserie een karakter sterft, maar in een later deel toch weer terugkeert.
De karakters van de Ultimate Marvel strips leven in een geheel andere wereld en hebben daardoor ook nooit ontmoetingen met hun tegenhangers uit de standaard Marvel strips. Wel is er al een crossover geweest tussen twee verschillende werelden. Namelijk de Marvel Zombie wereld en de wereld van de Ultimate Marvel (zie Ultimatie Fantastic Four vol. 5 & 6). De Marvel Zombies bleken zo een hit te zijn dat ze een eigen kleine reeks kregen. Maar verdere crossovers zijn er dusver nog niet bekend.
In 2015 bracht Marvel de Ultimate-serie tot een einde met het verhaal Ultimate End. Kort hierop werd in Secret Wars, een verhaal dat vrijwel alle lopende titels van Marvel besloeg, het Ultimate Marvel-universum samengevoegd met het standaard universum (Earth-616 geheten) om zo weer een nieuwe stripreeks te laten starten.